# 松峰乡
松峰乡，是中华人民共和国四川省眉山市仁寿县曾经下辖的一个乡。2019年12月，撤销松峰乡，将其所属行政区域划归汪洋镇管辖。

## 行政区划
松峰乡撤销前下辖以下地区：
碧云村、劳模村、新和村、自强村、秦弯村、石坝村、雀岩村和双塘村。